# Bălănești (Dealu Morii), Bacău
Bălănești este un sat în comuna Dealu Morii din județul Bacău, Moldova, România. În 2002 cătunul avea doar doi locuitori, iar în 2011 niciunul.